# 望京站 (地铁)
望京站是北京地铁14号线和15号线的一座换乘站。其中，15号线部分于2010年12月30日随15号线一期一段开通投入使用；14号线部分于2014年12月28日随14号线东段开通投入使用。车站位于北京市朝阳区望京街道广顺北大街、湖光中街、宏昌路交叉口。

## 位置和结构
车站位于望京体育公园（原望和益民商城）上方，为地下车站，15号线部分位于东侧，呈西南－东北走向，2010年底开通；14号线部分位于西侧，为南北走向，2014年底开通。两条线路的站台均为岛式设计。

### 车站楼层
| 地面层                    | 出入口                     | A—H出入口                        |
| 地下一层 14、15号线站厅层 | 14号线站厅                 | 客务中心、自动售票机、进出站闸机 |
| 地下一层 14、15号线站厅层 | 15号线站厅                 | 客务中心、自动售票机、进出站闸机 |
| 地下二层 15号线站台层     |                            | █ 15号线往清华东路西口（望京西） |
| 地下二层 15号线站台层     | 岛式站台，左側開门         |                                  |
| 地下二层 15号线站台层     | █ 15号线往俸伯（望京东）   |                                  |
| 地下三层 14号线站厅层     |                            | █ 14号线往张郭庄（阜通）         |
| 地下三层 14号线站厅层     | 岛式站台，左側開门         |                                  |
| 地下三层 14号线站厅层     | █ 14号线往善各庄（东湖渠） |                                  |

### 站厅
望京站14号线部分和15号线部分各有一个站厅，15号线站厅西侧通过换乘通道连接14号线站厅东侧。

### 站台
2010年投入使用的15号线望京站设有1个岛式站台，位于宏昌路地底；2014年启用的14号线望京站站台亦为岛式站台，位于广顺北大街地底。14号线月台北端设有一条存车线。

## 出入口
望京站开放4个出入口，其中A、C口与15号线站厅相连，F、H口与14号线站厅相连，E口暂缓开通。
|                       |            |                  |      |            |
|                       |            |                  |      |            |
| 编号                  | 指示       | 建议前往的目的地 | 照片 | 无障碍设施 |
| 连通 15号线站厅       |            |                  |      |            |
| 出口 · A · 升降机标志 | 宏昌路     |                  |      |            |
| 出口 · C              | 宏昌路     |                  |      | 不適用     |
| 连通 14号线站厅       |            |                  |      |            |
| 出口 · F · 升降机标志 | 广顺北大街 |                  |      |            |
| 出口 · H              | 广顺北大街 |                  |      | 不適用     |
| 註： 設有             |            |                  |      |            |